# Presión positiva en las vías respiratorias

La presión positiva de las vías respiratorias (PAP) es un modo de ventilación respiratoria utilizado principalmente en el tratamiento de la apnea del sueño. La ventilación PAP también se utiliza comúnmente para aquellos que están críticamente enfermos en el hospital con insuficiencia respiratoria, y en recién nacidos (recién nacidos). En estos pacientes, la ventilación PAP puede prevenir la necesidad de intubación traqueal, o permitir la extubación anterior. A veces los pacientes con enfermedades neuromusculares también usan esta variedad de ventilación. CPAP es un acrónimo de "presión positiva continua en las vías respiratorias", que fue desarrollado por el Dr. George Gregory y sus colegas en la unidad de cuidados intensivos neonatales de la Universidad de California en San Francisco. Una variación del sistema PAP fue desarrollada por el Profesor Colin Sullivan en el Royal Prince Alfred Hospital en Sídney, Australia, en 1981.
La principal diferencia entre las máquinas BiPAP y CPAP es que las máquinas BiPAP tienen dos configuraciones de presión: la presión prescrita para la inhalación (ipap) y una presión más baja para la exhalación (epap). La configuración dual permite al paciente obtener más aire dentro y fuera de sus pulmones.

## Usos médicos

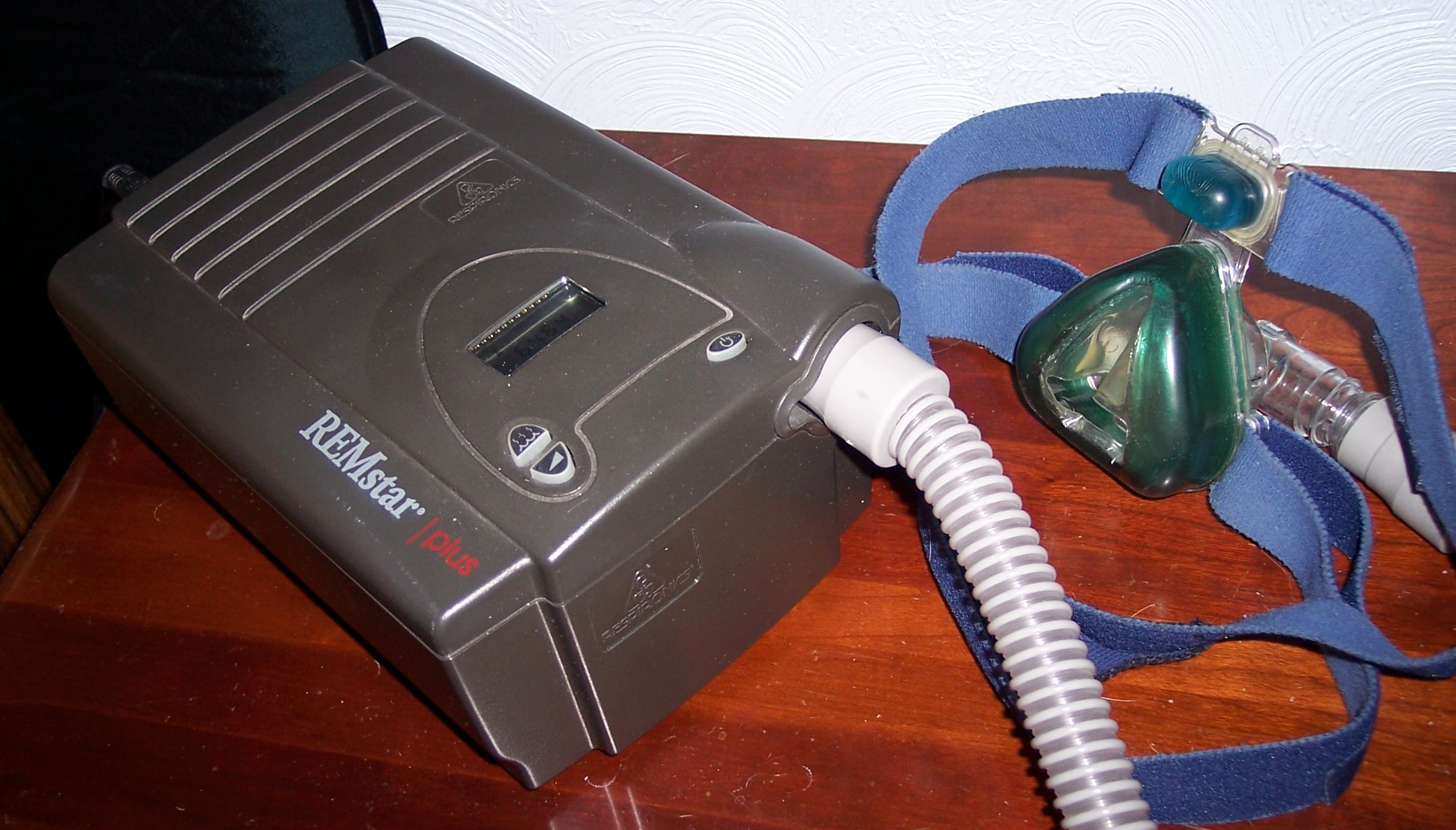
Una máquina CPAP típica aloja la bomba de aire en una caja forrada con material absorbente de sonido para un funcionamiento más silencioso. Una manguera lleva el aire presurizado a una máscara facial o una almohada nasal.

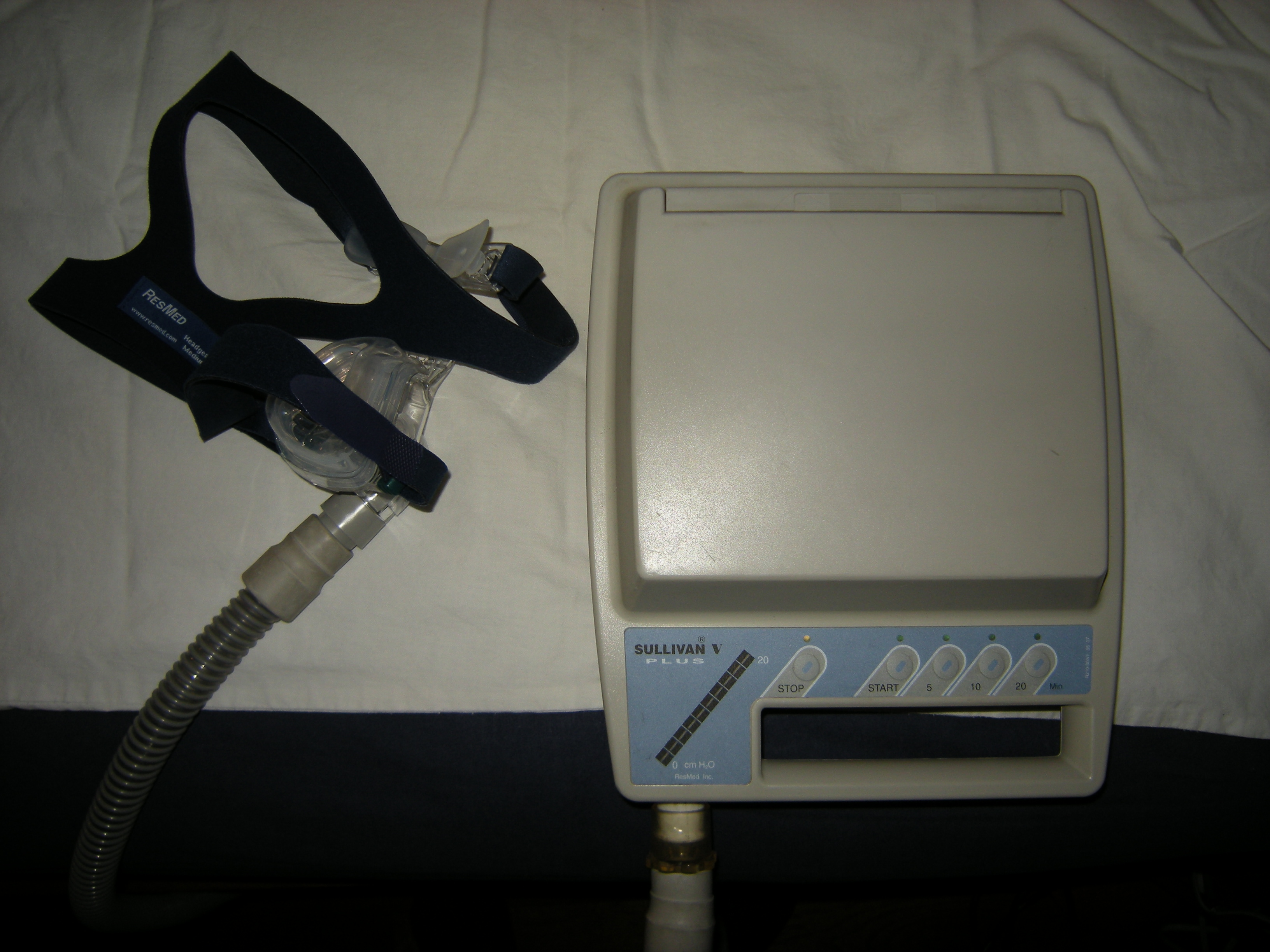
El Sullivan V Plus, un típico CPAP de mediados de los 90 (la máscara es más moderna).

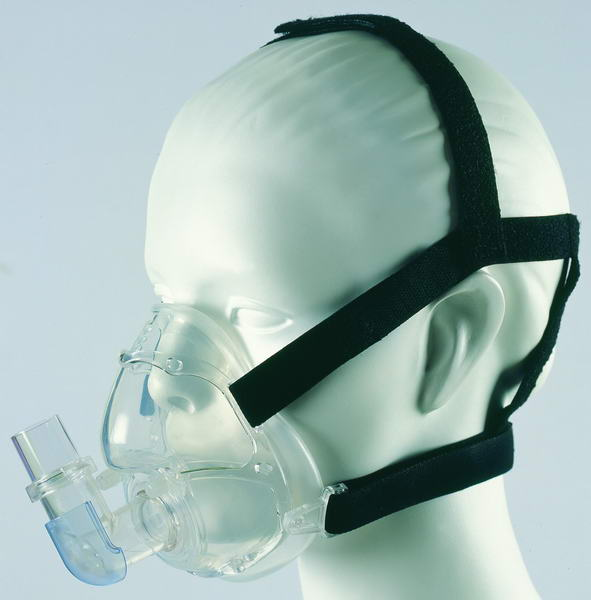
Una máscara típica de CPAP de cara completa.

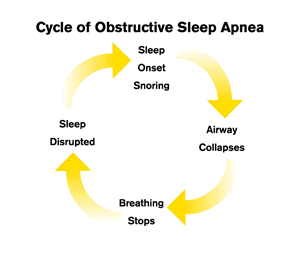
La terapia de CPAP rompe el ciclo de OSA